# Recep Akdağ
Recep Akdağ né le 8 mai 1960 à Erzurum, est un médecin pédiatre et homme politique turc.

## Biographie
Recep Akdağ est diplômé de la faculté de médecine de l'université Atatürk où il travaille et en 1999, y devient professeur en pédiatrie. Membre du Parti de la justice et du développement, député d'Erzurum (2002-2015 et depuis 2015). Ministre de la Santé (2002-2013 et 2016-2017), vice-Premier ministre (2017-2018). 
Il est marié et a 6 enfants.